# Las Vegas, végállomás
A Las Vegas, végállomás (eredeti cím: Leaving Las Vegas) 1995-ben bemutatott francia–amerikai romantikus film.
A filmet John O'Brien Leaving Las Vegas című, részben önéletrajzi ihletésű regénye alapján Mike Figgis írta és rendezte (O'Brien a regény megfilmesítésének engedélyezését követően öngyilkos lett). A főbb szerepekben Nicolas Cage, Elisabeth Shue és Julian Sands látható.
A történet szerint az alkoholista Ben Sanderson (Cage) munkája elvesztése után Las Vegasba költözik, hogy ott féktelen ivással vessen véget életének. Itt megismerkedik egy prostituálttal, Serával (Shue), romantikus kapcsolatuk alakulása válik a film központi témájává.
A filmet a szabványos, 35 mm-es film helyett 16 mm-es filmre vették fel, melyet a mainstream filmekkel ellentétben elsősorban művészfilmeknél alkalmaznak.
1995. október 27-én a Las Vegas, végállomás kisszámú moziban jelent meg az Amerikai Egyesült Államokban, majd 1996. február 9-én országszerte is bemutatták.
A film a kritikusoktól és a nézőktől is pozitív visszajelzéseket kapott. Nicolas Cage megnyerte a legjobb drámai főszereplőnek járó Golden Globe-díjat és a legjobb férfi főszereplőnek járó Oscar-díjat. Elisabeth Shue jelöléseket szerzett, mint legjobb női főszereplő filmdrámában (Golden Globe) és legjobb női főszereplő (Oscar). A film további Oscar-jelöléseket ért el a legjobb adaptált forgatókönyv és legjobb rendező kategóriákban is.

## Cselekmény
Ben Sanderson hollywoodi forgatókönyvíró alkoholizmusa miatt elveszíti munkáját, családját és barátait is. Élete hiábavalósága miatt a főnökétől kapott busás csekkel Las Vegas felé veszi az irányt, azzal a céllal, hogy ott halálra igya magát. Egyik reggel kis híján elgázol egy prostituáltat, Serát. A lány egy agresszív és őt bántalmazó lett stricinek, Yuri Butsovnak dolgozik. Yuri életére lengyel gengszterek törnek, ezért a férfi véget vet kapcsolatának Serával, így óvva meg a lány testi épségét. Las Vegasban töltött második napján Ben megkeresi Serát és 500 dollárt kínál neki egy együtt töltött óráért – szex helyett Ben csak beszélgetni akar vele. Beszélgetés közben mély összhang alakul ki közöttük és Sera felajánlja Bennek a lakásába költözést. Megállapodásuk szerint Sera nem kéri meg Bent az ivás abbahagyására és Ben sem firtatja a lány foglalkozását.
A szerelmes pár eleinte boldog egymással, de egyre inkább frusztrálni kezdi őket a másik fél viselkedése. Sera könyörögve arra kéri Bent, forduljon orvoshoz alkoholbetegségével. Mialatt Sera dolgozik, Ben egy kaszinóba megy és egy másik prostituálttal tér haza. Sera hazaérve feldühödik és kidobja Bent a lakásból. Kicsivel később három főiskolás környékezi meg Sarát munka közben, aki vonakodva belemegy, hogy egyszerre több partnert is kielégítsen. A hotelszobájukban a fiatalok azonban megváltoztatják a megbeszélt feltételeket és a menekülni próbáló Serát csoportosan megerőszakolják.
Másnap a sebesülten hazaérkező Serát kilakoltatják lakásából. A lány hívást kap a halálán lévő Bentől, meglátogatja őt és szeretkeznek egymással. A férfi nem sokkal ezután meghal. A film végén Sera elmondja terapeutájának, hogy szerette és elfogadta Bent olyannak, amilyen.

## Szereplők
| Színész          | Szerep               | Magyar hang        |
| ---------------- | -------------------- | ------------------ |
| Nicolas Cage     | Ben Sanderson        | Csankó Zoltán      |
| Elisabeth Shue   | Sera                 | Nagy-Kálózy Eszter |
| Julian Sands     | Yuri Butso           | Wohlmuth István    |
| Richard Lewis    | Peter                | Bognár Zsolt       |
| Steven Weber     | Marc Nussbaum        |                    |
| Emily Procter    | Debbie               |                    |
| Valeria Golino   | Terri                |                    |
| Thomas Kopache   | Mr. Simpson          | Szalai Imre        |
| Laurie Metcalf   | házihölgy            |                    |
| Graham Beckel    | pultos               | Besenczi Árpád     |
| R. Lee Ermey     | férfi a bárban       | Palóczy Frigyes    |
| Xander Berkeley  | cinikus taxis        |                    |
| Mariska Hargitay | prostituált a bárban |                    |

## Fogadtatás

### Bevételi adatok
A négymillió dollárból készült film az Amerikai Egyesült Államokban 31 983 777, a többi országban pedig 17 816 223 dolláros bevételt ért el. Az alacsony költségvetéshez képest összesen 49 800 000 dolláros bevétellel anyagi szempontból is sikeresnek bizonyult.

### Kritikai visszhang
A Rotten Tomatoes weboldalon a film 52 kritika alapján 90%-on áll. A weboldal konszenzusa szerint „Az Oscarral jutalmazott Nicolas Cage emberségre talál karakterében, miközben az elvérzik a pusztulásnak ebben a minden sallangot mellőző, üdítően sötét ábrázolásában.” A Metacriticen a Las Vegas végállomás 23 kritika alapján 100-ból 82 pontot kapott, mely a weboldalon „általános elismerést” jelent.

### Fontosabb díjak és jelölések

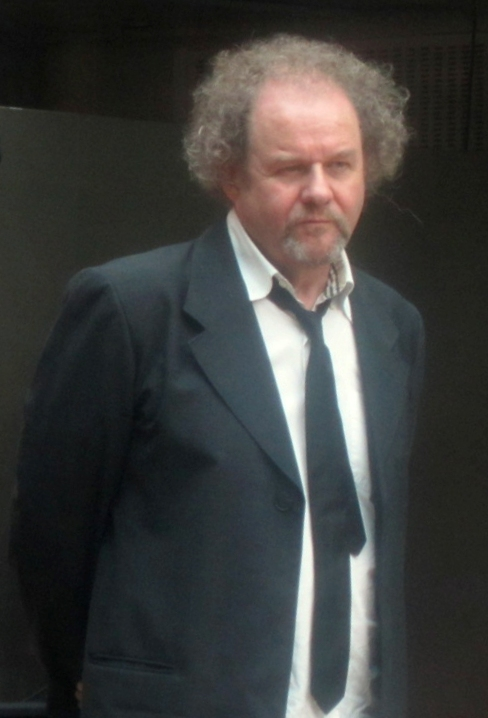
Mike Figgis rendező-forgatókönyvíró számára pályafutása során a Las Vegas, végállomás hozta el a legnagyobb kritikai sikert; a filmért két kategóriában is Oscar-díjra jelölték.

| Díj                                                       | Kategória                            | Jelölt személy             | Eredmény |
| --------------------------------------------------------- | ------------------------------------ | -------------------------- | -------- |
| - Oscar-díj - (68. Oscar-gála)                            | Legjobb férfi főszereplő             | Nicolas Cage               | Elnyerte |
| - Oscar-díj - (68. Oscar-gála)                            | Legjobb női főszereplő               | Elisabeth Shue             | Jelölve  |
| - Oscar-díj - (68. Oscar-gála)                            | Legjobb rendező                      | Mike Figgis                | Jelölve  |
| - Oscar-díj - (68. Oscar-gála)                            | Legjobb adaptált forgatókönyv        | Mike Figgis                | Jelölve  |
| - BAFTA-díj - (49. BAFTA-gála)                            | Legjobb férfi főszereplő             | Nicolas Cage               | Jelölve  |
| - BAFTA-díj - (49. BAFTA-gála)                            | Legjobb női főszereplő               | Elisabeth Shue             | Jelölve  |
| - BAFTA-díj - (49. BAFTA-gála)                            | Legjobb adaptált forgatókönyv        | Mike Figgis                | Jelölve  |
| - Golden Globe-díj - (53. Golden Globe-gála)              | Legjobb filmrendező                  | Mike Figgis                | Jelölve  |
| - Golden Globe-díj - (53. Golden Globe-gála)              | Legjobb férfi főszereplő – filmdráma | Nicolas Cage               | Elnyerte |
| - Golden Globe-díj - (53. Golden Globe-gála)              | Legjobb női főszereplő – filmdráma   | Elisabeth Shue             | Jelölve  |
| - Golden Globe-díj - (53. Golden Globe-gála)              | Legjobb filmdráma                    | Lila Cazès & Annie Stewart | Jelölve  |
| - Screen Actors Guild-díj - (2. Screen Actors Guild-gála) | Legjobb férfi főszereplő             | Nicolas Cage               | Elnyerte |
| - Screen Actors Guild-díj - (2. Screen Actors Guild-gála) | Legjobb női főszereplő               | Elisabeth Shue             | Jelölve  |

## Fordítás
Ez a szócikk részben vagy egészben  a   Leaving Las Vegas című angol Wikipédia-szócikk fordításán alapul.  Az eredeti cikk szerkesztőit annak laptörténete sorolja fel. Ez a jelzés csupán a megfogalmazás eredetét és a szerzői jogokat jelzi, nem szolgál a cikkben szereplő információk forrásmegjelöléseként.